# Neu! ’75
A Neu! '75, amely nevéhez híven 1975-ben jelent meg, a német krautrock-együttes, a Neu! legjelentősebb nagylemeze.
Az album egy kisebb szünet után jelent meg, mely alatt a tagok különböző irányzatok hatása alá kerültek:  egyiküket az addig művelt melodikus krautrock, míg másikukat a formálódó ambient ragadta magával. Így az első oldal (A) dalai a régi Neu! stílusában íródtak, míg a második oldalon (B) egy kísérletezőbb zene szól, amelyben a meditatív, ambient zörejekkel telített lassú balladától a kemény proto-punk jellegű Hero-ig sok stílus vegyül. A billentyűs hangszerek használata mindkét oldalon megnőtt a korábbi albumokhoz képest. Az album szerepel az 1001 lemez, amit hallanod kell, mielőtt meghalsz című könyvben.

## Az album dalai
| 1. | Isi       | Klaus Dinger, Michael Rother | 5:06 |
| 2. | Seeland   | Dinger, Rother               | 6:54 |
| 3. | Leb' Wohl | Dinger, Neu!, Rother         | 8:50 |

| 1. | Hero        | Dinger, Rother | 7:11 |
| 2. | E-Musik     | Dinger, Rother | 9:57 |
| 3. | After Eight | Dinger, Rother | 4:44 |

## Közreműködők
- Michael Rother – gitár, billentyűsök, ének
- Klaus Dinger – ének és gitár a második oldalon, dob az első oldalon
- Thomas Dinger – dob
- Hans Lampe – dob

## Fordítás
Ez a szócikk részben vagy egészben a Neu! '75 című angol Wikipédia-szócikk ezen változatának fordításán alapul.  Az eredeti cikk szerkesztőit annak laptörténete sorolja fel. Ez a jelzés csupán a megfogalmazás eredetét és a szerzői jogokat jelzi, nem szolgál a cikkben szereplő információk forrásmegjelöléseként.